# Плоскоголовые полозы
Плоскоголовые полозы (лат. Platyceps) — род змей из семейства ужеобразных. Ранее часть его представителей относили к роду стройных полозов.

## Описание
Общая длина представителей этого рода колеблется от 80 см до 1,2 м. У ряда видов наблюдается половой диморфизм — самка больше самца. Особенностью этих змей является наличие широкой, уплощённой плоской головы, которая немного отделена от туловища шеей. У большинства видов есть тонкий хвост наподобие кнута. Чешуя абсолютно гладкая.
Окраска в основном сероватая или коричневатая с различными оттенками. На туловище есть полосы более светлого цвета, расположенные на значительном расстоянии друг от друга. У некоторых особей на шее присутствует своеобразный светлый воротничок.

## Образ жизни
Населяют скалистые местности, равнины, пахотные земли, кустарники, полупустыни. Часто прячутся в норах грызунов. Питаются ящерицами, мелкими змеями, птенцами.

## Размножение
Это яйцекладущие змеи.

## Распространение
Ареал простирается от Индии, Пакистана до Аравийского полуострова, Турции, Кавказа, Болгарии, Ближнего Востока и северной Африки.

## Классификация
На декабрь 2024 года в род включают 33 вида:
- Platyceps afarensis Schätti & Ineich, 2004
- Platyceps atayevi (Tuniyev & Shammakov, 1993)
- Platyceps bholanathi (Sharma, 1976)
- Platyceps brevis (Boulenger, 1895) — Короткий полоз
- Platyceps collaris (Müller, 1878)
- Platyceps elegantissimus (Günther, 1878) — Элегантнейший полоз
- Platyceps florulentus (Geoffroy-St-Hilaire, 1827)
- Platyceps gracilis (Günther, 1862) — Изящный полоз
- Platyceps hajarensis Schätti, Tillack, Stutz & Kucharzewski, 2024
- Platyceps insulanus (Mertens, 1965) — Островной полоз Мертенса
- Platyceps josephi Deepak, Narayanan, Mohapatra, Dutta, Melvinselvan, Khan, Mahlow & Tillack, 2021
- Platyceps karelini (Brandt, 1838) — Поперечнополосатый полоз
- Platyceps ladacensis (Anderson, 1871)
- Platyceps largeni (Schätti, 2001)
- Platyceps masirae Deepak, Narayanan, Mohapatra, Dutta, Melvinselvan, Khan, Mahlow & Tillack, 2021
- Platyceps messanai (Schätti & Lanza, 1989)
- Platyceps najadum (Eichwald, 1831) — Оливковый полоз
- Platyceps noeli Schätti, Tillack & Kucharzewski, 2014
- Platyceps plinii (Merrem, 1820)
- Platyceps rhodorachis (Jan, 1865) — Краснополосый полоз
- Platyceps rogersi (Anderson, 1893)
- Platyceps saharicus (Schätti & Mccarthy, 2004)
- Platyceps schmidtleri Schätti & Mccarthy, 2001
- Platyceps scortecci (Lanza, 1963) — Полоз Скортеччи
- Platyceps sinai (Schmidt & Marx, 1956) — Синайский полоз
- Platyceps sindhensis Schätti, Tillack & Kucharzewski, 2014
- Platyceps smithii (Boulenger, 1895) — Полоз Смита
- Platyceps somalicus (Boulenger, 1896) — Сомалийский полоз
- Platyceps taylori (Parker, 1949) — Полоз Тейлора
- Platyceps thomasi (Parker, 1931) — Полоз Томаса
- Platyceps variabilis (Boulenger, 1905) — Изменчивый полоз
- Platyceps ventromaculatus (Gray, 1834) — Пятнистобрюхий полоз
- Platyceps vittacaudatus (Blyth, 1854)

## Галерея

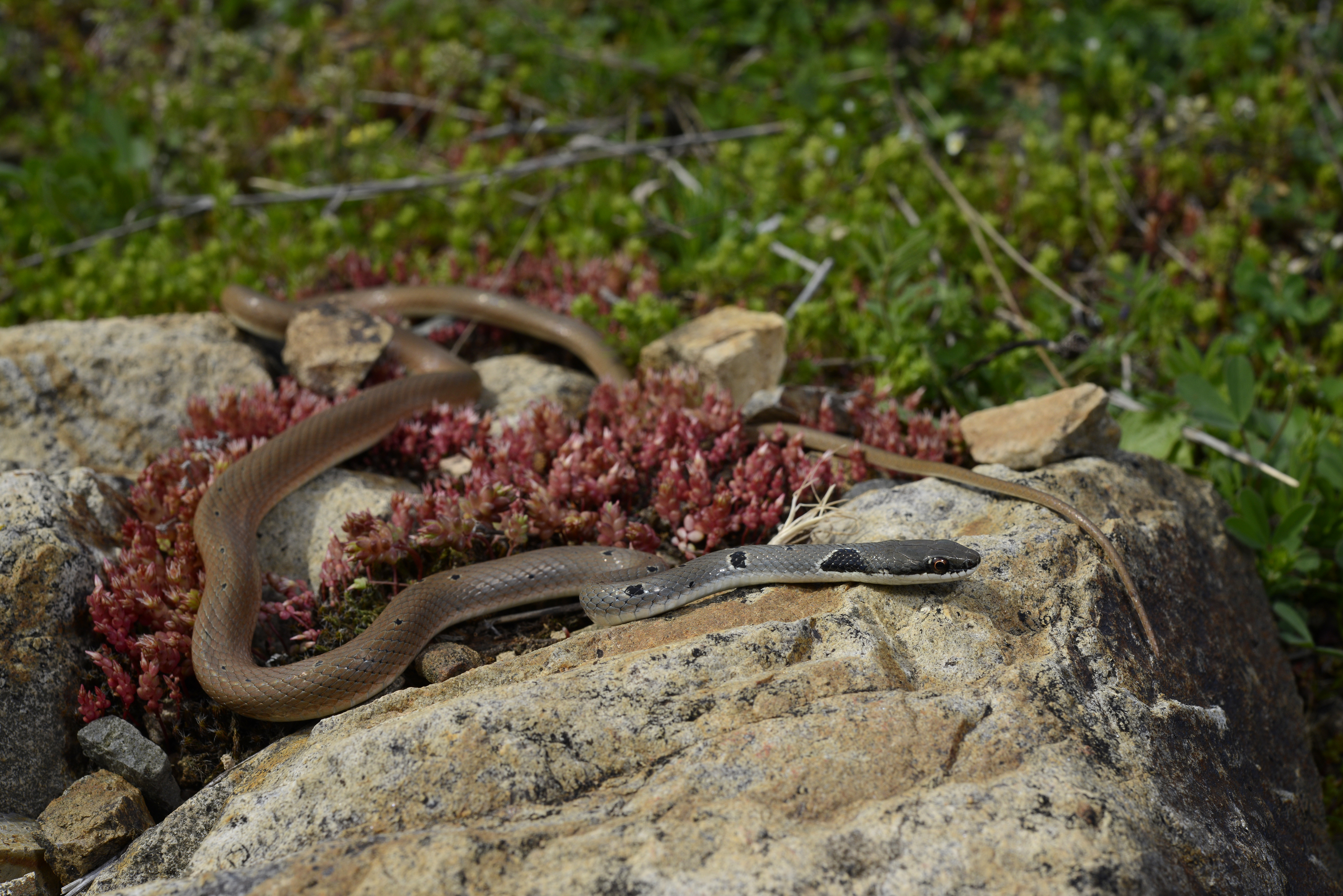
Platyceps collaris
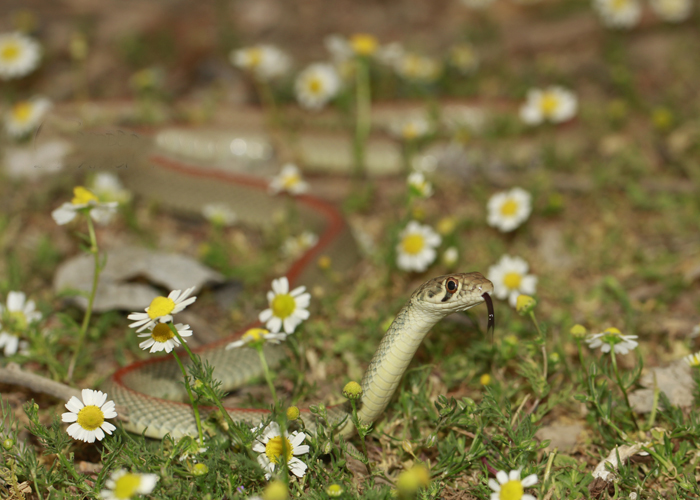
Краснополосый полоз
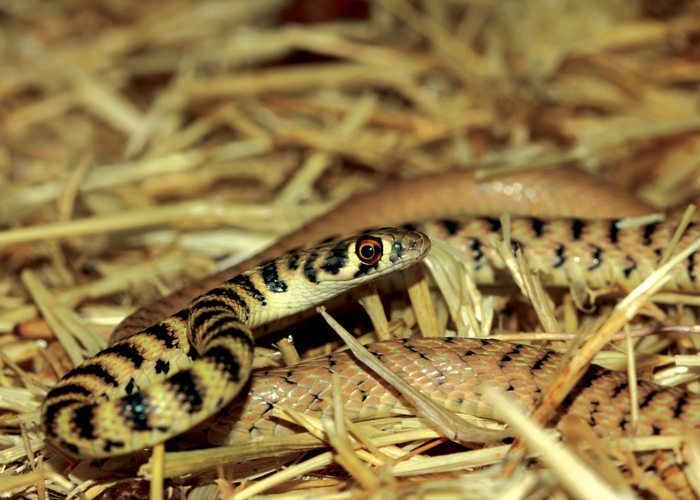
Пятнистобрюхий полоз